# Office of Strategic Services

OSS emblem

Office of Strategic Services (OSS) var en amerikansk underrättelsetjänst och föregångaren till CIA. OSS bildades under andra världskriget i juni 1942 för att bland annat samla och analysera strategisk information till Joint Chiefs of Staff, men ägnade sig också åt sabotage bakom fiendens linjer. 

## Bakgrund
Organisationen stod under befäl av general William J. Donovan (även känd som "Wild Bill") och hade som mest 13000 anställda. Under andra världskrigets sista år släppte OSS ner 21 grupper om två agenter i Tyskland, varav bara en grupp hördes av igen.
Tidigt under 1945 beordrade president Roosevelt sin militäradjutant överste Richard Park, Jr. att utföra en hemlig undersökning av OSS aktiviteter. Park avlade rapporten till den nye president Truman samma dag som han tillträdde sitt ämbete vid Roosevelts död 12 april 1945. Rapporten, som offentliggjordes till fullo först vid kalla krigets slut, var genomgående negativ och satte stopp för OSS fortsatta existens efter krigsslutet. Enligt rapporten hade OSS åsamkat medborgare, affärsintressen och USA:s nationella intressen allvarlig skada.  Enligt Park fanns det inget viktigt tillfälle där OSS hjälpt till att vinna kriget. Träningen av officerare hade varit primitiv och löst organiserad. I Kina hade nationalistledaren Chiang Kai-shek manipulerat OSS för sina egna ändamål.  Tyska spioner hade penetrerat OSS operationer överallt i Europa och Nordafrika. Den japanska ambassaden i Lissabon hade upptäckt OSS planer på att stjäla dess chifferböcker vilket ledde till ett totalt informationsstopp sommaren 1943 då japanerna på grund av detta bytte chiffer. Felaktiga underrättelser från OSS efter erövringen av Rom i juni 1944 ledde franska trupper i en tysk fälla på ön Elba vilket enligt Park ledde till att 1100 franska soldater dödades.  Enligt Park hade Donovan också av misstag skickat kommandosoldater på uppdrag i det neutrala Sverige. Överste Park tillstod att OSS genomfört en del lyckade sabotageuppdrag och räddningsuppdrag av nedskjutna flygplansbesättningar. Den skrivbordsbundna forsknings- och analysavdelningen av OSS bedömdes ha gjort ett enastående arbete och Park tyckte att de som var anställda där kunde finna plats på utrikesdepartementet efter kriget men att resten OSS måste försvinna.
Donovan hade under kriget lagt fram förslag om att skapa en fredstida underrättelsetjänst kallad "Central Intelligence Service". Efter segern över Tyskland åkte Donovan till Washington D.C. för att arbeta för OSS överlevnad. Hans strävan var dock förgäves och han sparkades av Truman 20 september 1945 och Truman beordrade att OSS skulle upplösa sig på tio dagar. 

## Efterföljare
Den operativa delen av OSS överfördes till den fristående Central Intelligence Agency (CIA) och den analytiska till Bureau of Intelligence and Research (INR) i USA:s utrikesdepartement.